# Basil Dean
Basil Herbert Dean (27 de setembro de 1888 – 22 de abril de 1978) foi um diretor de cinema, produtor cinematográfico, escritor, ator e roteirista inglês. Foi pai do destacado musicólogo Winton Dean.